# Dimboola
Dimboola ist eine Ortschaft im australischen Bundesstaat Victoria. Sie ist im lokalen Verwaltungsgebiet (LGA) Hindmarsh Shire am Wimmera River in der gleichnamigen Region (Wimmera) gelegen. Nach der letzten Volkszählung in Australien im Jahre 2016 betrug die Einwohnerzahl 1424.

## Geographie
Dimboola liegt 391 Kilometer südöstlich von Adelaide und 337 Kilometer nordwestlich von Melbourne, der Hauptstadt des Bundesstaates Victoria. Städte in der Nähe sind Horsham (37 km) und Nhill (39 km).
Südwestlich von Dimboola grenzt der Little-Desert-Nationalpark, der mit seiner Fläche von ca. 1326 Quadratkilometern eine Vielzahl von Pflanzen- und Tierarten beherbergt. Im Nordwesten findet man als natürliche Sehenswürdigkeit den Pink Lake, dessen rosa Färbung durch das von im See vorkommenden Algen ausgeschiedene Beta-Carotin hervorgerufen wird.

## Persönlichkeiten

### Hier geboren
- Richard Henry Dalitz, Physiker
- Alfred Traeger, Erfinder
- Hans Bay, Politiker